# Lepilemur ahmansonorum
Lepilemur ahmansonorum, lémur saltador de Ahmanson, es una especie de mamífero primate de la familia Lepilemuridae. Como todos los lémures es endémico de la isla de Madagascar y se distribuye al oeste de la isla, en el bosque protegido de Tsiombikibo, suroeste del río Mahavavy del Sur y cerca de la ciudad de Mitsinjo.
Su cuerpo con la cola tiene un largo total de 47 a 54 cm, de los cuales corresponden al cuerpo entre 24 y 30 cm y a su cola de 23 a 34, pesa 550 gramos. Es de color gris oscuro por el dorso y vientre. Las partes anteriores de las extremidades son marrón rojizo. En la nuca puede aparecer una línea más oscura muy difusa difusa. La cola es marrón rojizo por el dorso y gris rubio claro por la parte ventral.
Se encuentra en bosques secos. Tiene hábitos arbóreos y nocturnos, y se alimenta de hojas.
Su estatus en la Lista Roja de la UICN es de «especie en peligro de extinción», debido a su reducida área de distribución —menos de 830 km²— muy fragmentada y en continuo declive.